# Grünfeld-Indische Verteidigung
|   | a | b | c | d | e | f | g | h |   |
| 8 |   |   |   |   |   |   |   |   | 8 |
| 7 |   |   |   |   |   |   |   |   | 7 |
| 6 |   |   |   |   |   |   |   |   | 6 |
| 5 |   |   |   |   |   |   |   |   | 5 |
| 4 |   |   |   |   |   |   |   |   | 4 |
| 3 |   |   |   |   |   |   |   |   | 3 |
| 2 |   |   |   |   |   |   |   |   | 2 |
| 1 |   |   |   |   |   |   |   |   | 1 |
|   | a | b | c | d | e | f | g | h |   |

Klassische Grundstellung der Grünfeld-Indischen Verteidigung nach 3. … d7–d5
Bei der Grünfeld-Indischen Verteidigung handelt es sich um eine Eröffnung des Schachspiels. In den ECO-Codes ist sie unter den Schlüsseln D70 bis D99 klassifiziert.
Die Grünfeld-Indische Verteidigung zählt zu den Geschlossenen Spielen. Sie geht aus der Indischen Verteidigung hervor und wurde nach dem österreichischen Großmeister Ernst Grünfeld benannt.
Die Eröffnung ist gekennzeichnet durch die schwarzen Züge 1. … Sg8–f6, 2. … g7–g6 gefolgt von d7–d5. Die klassische Grundstellung entsteht nach 1. d2–d4 Sg8–f6 2. c2–c4 g7–g6 3. Sb1–c3 d7–d5.
Auch die Zugfolge 1. d2–d4 Sg8–f6 2. c2–c4 g7–g6 3. g2–g3 d7–d5 wird als Grünfeld-Indische Verteidigung bezeichnet. Zudem kann die Eröffnung über diverse Zugumstellungen erreicht werden. Z.B.: 3. Sg1–f3 Lf8–g7 4. g2–g3 0–0 5. Lf1–g2 c7–c6 6. 0–0 d7–d5.
Typischerweise verschafft sich Weiß ein mächtiges Bauernzentrum und Raumvorteil. Der Nachziehende bemüht sich um Angriffsmöglichkeiten gegen das weiße Zentrum und will aus seiner Bauernmajorität am Damenflügel im Endspiel einen entfernten Freibauern bilden.
Die Grünfeld-Indische Verteidigung wurde von einer Reihe von Weltmeistern (darunter Wassili Smyslow, Bobby Fischer und Garri Kasparow) angewandt. Unter den aktuellen Spitzenspielern gilt Peter Svidler als Experte dieser Variante.

## Die Hauptvarianten
Zu den Hauptvarianten der Grünfeld-Indischen Verteidigung zählen:
nach 3. Sb1–c3 d7–d5:
- die Abtauschvariante 4. c4xd5 Sf6xd5 5. e2–e4 Sd5xc3 6. b2xc3 Lf8–g7
  - in ihrer modernen Form mit 7. Sg1–f3
    - 7. Sg1–f3 c7–c5 8. Ta1–b1 (8. Lf1-b5+)

  - Klassische Form 7. Lf1–c4 nebst 8. Sg1–e2
    - 7. Lf1–c4 c7–c5 8. Sg1–e2 c5xd4 9. c3xd4 Sb8–c6 10. Lc1–e3 0–0 11. 0–0
    - 7. Lf1–c4 c7–c5 8. Sg1–e2 0–0 9. 0–0 Sb8–c6 10. Lc1–e3 Lc8–g4 11. f2–f3 Sc6–a5 12. Lc4xf7+ wurde von Anatoli Karpow in dem WM-Wettkampf Karpow-Kasparow 1987 in Sevilla angewandt und wird seitdem Sevilla-Variante genannt.

  - Fischer behandelte die Klassische Abtauschvariante, wie sie von Smyslow popularisiert worden war, mit 8. Sg1–e2 0–0 9. 0–0 Sb8–c6 10. Lc1–e3 Dd8–c7 (10. … Lc8–d7 ist ein ähnlicher Ansatz) 11. Ta1–c1 Tf8–d8.
  - Im WM-Wettkampf Karpow-Kasparow 1990 überdeckte Karpow mit 7. Lc1–e3 c7–c5 8. Dd1–d2 sein Zentrum auf eine endspielorientierte Art, die nach dem aktiven Dd8–a5 zum Damentausch führen kann.
- 4. Lc1–f4 Lf8–g7 5. e2–e3 0–0 führt zum Bauernopfer 6. c4xd5 Sf6xd5 7. Sc3xd5 Dd8xd5 8. Lf4xc7
- 4. e2–e3 Lf8–g7 5. Dd1–b3 ist die Knezevic-Variante.
- 4. Sg1–f3 Lf8–g7 5. Lc1–f4 0–0
- Das russische System 4. Sg1–f3 Lf8–g7 5. Dd1–b3 d5xc4 6. Db3xc4 0–0 7. e2–e4.
  - Smyslow entwickelte den Aufbau 7. … Lc8–g4 8. Lc1–e3 Sf6–d7 nebst Sb6 mit Druck gegen d4.
  - Die Ungarische Variante 7. … a7–a6 ist zu dem Bauernopfer 8. Lc1–f4 b7–b5 9. Dc4xc7 Dd8xc7 10. Lf4xc7 Lc8–b7 mit Druck gegen e4 bereit.
  - Die Stellung nach 7. Lc1–f4 c7–c6 entstand durch Zugumstellung in der Partie des Jahrhunderts.

Nach 3. g2–g3:
- in der Variante 3. … d7–d5 4. c4xd5 Sf6xd5 5. Lf1–g2 Lf8–g7 kann Weiß entweder mit 6. Sg1–f3 fortsetzen oder den Königsspringer mittels 6. e2–e4 Sd5–b6 7. Sg1–e2 nach e2 entwickeln.
- alternativ kann Schwarz mit 3. … Lf8–g7 4. Sg1–f3 0–0 5. Lf1–g2 c7–c6 6. 0–0 d7–d5 zum geschlossenen System greifen. Die symmetrische Stellung nach 7. c4xd5 c6xd5 war oft in den Partien Anatoli Karpows zu sehen, während in Boris Awruchs beliebten Eröffnungsbüchern 7. b2–b3 empfohlen wird.[3]